# Anisophyllea
Anisophyllea är ett släkte av tvåhjärtbladiga växter. Anisophyllea ingår i familjen Anisophylleaceae.

## Dottertaxa tillAnisophyllea, i alfabetisk ordning[1]
- Anisophyllea apetala
- Anisophyllea beccariana
- Anisophyllea boehmii
- Anisophyllea cabole
- Anisophyllea chartacea
- Anisophyllea cinnamomoides
- Anisophyllea corneri
- Anisophyllea curtisii
- Anisophyllea disticha
- Anisophyllea fallax
- Anisophyllea ferruginea
- Anisophyllea glandulifolia
- Anisophyllea globosa
- Anisophyllea grandis
- Anisophyllea griffithii
- Anisophyllea guianensis
- Anisophyllea impressinervia
- Anisophyllea ismailii
- Anisophyllea laurina
- Anisophyllea madagascarensis
- Anisophyllea manausensis
- Anisophyllea masoalensis
- Anisophyllea mayumbensis
- Anisophyllea meniaudii
- Anisophyllea myriosticta
- Anisophyllea nitida
- Anisophyllea obtusifolia
- Anisophyllea parafallax
- Anisophyllea penninervata
- Anisophyllea polyneura
- Anisophyllea purpurascens
- Anisophyllea quangensis
- Anisophyllea reticulata
- Anisophyllea schatzii
- Anisophyllea scortechinii
- Anisophyllea sororia